# Antarctica Service Medal
Pour les articles homonymes, voir Antarctica.
L'Antarctica Service Medal (en français : Médaille du service en Antarctique, abrégé en ASM) est une décoration militaire des États-Unis d’Amérique. Cette décoration a été établie par le Congrès des États-Unis le 7 juillet 1960 sous le droit public Public Law 600 du 86e congrès,.comme une récompense militaire pour remplacer plusieurs décorations commémoratives qui avaient été émises pour les expéditions en Antarctique de 1928 à 1941. Les médailles commémoratives suivantes ont été déclarées obsolètes, à la suite de la création de celle-ci :
- Byrd Antarctic Expedition Medal
- Second Byrd Antarctic Expedition Medal
- United States Antarctic Expedition Medal

La Antarctica Service Medal est considérée comme une récompense des forces armées des États-Unis, délivrée au nom du ministère de la défense des États-Unis (Department of Defense), et son port est autorisé sur les uniformes de service actif. La médaille peut également être décernée aux civils américains et aux citoyens de pays étrangers qui participent à une expédition antarctique américaine sur le continent à l'invitation d'une agence américaine participante (par exemple, la National Science Foundation).
Les équivalents arctiques de la médaille de service pour l'Antarctique sont :
- l'Army Arctic Tab,
- le Navy Arctic Service Ribbon,
- la Coast Guard Arctic Service Medal et
- l'Air Force Overseas Short Tour Service Ribbon avec l'insigne Arctic "A" Device.

## Critères
Pour obtenir la Antarctica Service Medal, le personnel doit s'entraîner ou servir pendant dix jours sur le continent antarctique ou à bord de navires dans les eaux antarctiques, c'est-à-dire au sud du 60e degré de latitude. Les équipages de vol effectuant des missions de transport en Antarctique ont droit à un jour de service pour chaque mission de vol effectuée pendant une période de 24 heures. Les civils qui travaillent dans une installation de recherche ou sur un navire de recherche peuvent également recevoir la Antarctica Service Medal par l'intermédiaire de la National Science Foundation, à condition de rester au sud du 60e degré de latitude pendant une période cumulée de 10 jours, ou de 30 jours si la période est antérieure au 10 octobre 2008.

## Apparence
La distinction est une médaille en bronze de 1 1⁄4 pouces (31,75 mm) de diamètre. L'avers représente un paysage polaire et un personnage debout portant des vêtements de l'Antarctique et regardant vers l'avant, entre les mots horizontaux " ANTARCTICA " à gauche du personnage et " SERVICE " à sa droite.
Au revers figure une projection polaire avec des lignes géodésiques du continent Antarctique, sur laquelle sont placés horizontalement les mots " COURAGE ", " SACRIFICE " et " DEVOTION ", le tout dans une bordure décorative circulaire de pingouins et d'animaux marins.
Le ruban de service mesure 1 3⁄8 pouces (34,925 mm) de large et se compose d'une bande noire de 3⁄16 pouces (4,7625 mm) sur chaque bord, allant d'une bande blanche au centre à une bande bleu pâle, bleu clair, bleu verdâtre et bleu moyen. Les bandes extérieures noires et bleu foncé représentent cinq mois d'obscurité en Antarctique ; la partie centrale, par sa taille et ses couleurs - du bleu moyen au bleu pâle et au blanc en passant par le bleu clair - symbolise sept mois d'illumination solaire, ainsi que l'aurore australe.

## Insigne

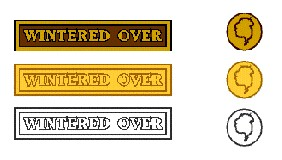
Disques et fermoirs Wintered Over

Pour le personnel effectuant un service hivernal prolongé en Antarctique, un insigne "Wintered Over" est autorisé. La barrette " Wintered Over " se porte uniquement sur le ruban de suspension de la médaille de taille normale. Le petit disque est porté sur le ruban de l'uniforme en reconnaissance de ce service.
La barrette "Wintered Over" est attribuée pour indiquer le nombre d'hivers passés sur le continent Antarctique. Elle se porte comme un disque sur le ruban de la médaille et est décernée en bronze pour un hiver, en or pour deux et en argent pour trois hivers ou plus. La médaille en taille réelle est munie d'une agrafe, émise au même degré, sur laquelle sont inscrits les mots "Wintered Over".

## Liste partielle des récipiendaires notables
- Delbert Black
- Fredrik Th. Bolin
- Eugene L. Boudette
- Erroll M. Brown
- William A. Cassidy
- Nancy Chabot
- Richard H. Cruzen
- Bill Curtsinger
- Robert L. Dale
- Merton Davies
- David Drewry
- Howell M. Estes II
- Linda L. Fagan
- Joseph D. Healy
- Kelly Jemison
- Christina Koch
- Otto Ludwig Lange
- Wesley L. McDonald
- Michelle Rogan-Finnemore
- Christine Siddoway
- Martin Sponholz
- Paul Tasch
- Carlisle Trost
- Dean Winslow
- Igor Zotikov

## Sources
- (en) Cet article est partiellement ou en totalité issu de l’article de Wikipédia en anglais intitulé « Antarctica Service Medal » (voir la liste des auteurs).